# Drew Fortier
Andrew Lawrence Fortier (14 de julio de 1987) es un músico, compositor, cineasta y actor estadounidense. Es más conocido como guitarrista de Bang Tango, Stephen Shareaux (Kik Tracee), Chuck Mosley (Faith No More), y Zen From Mars; quien cofundó e incluyó a miembros de Kik Tracee, Enuff Z'Nuff, Flipp y Fear Factory. Dirigió y editó los documentales Attack of Life: The Bang Tango Movie y el próximo Thanks. And Sorry: The Chuck Mosley Movie. Es un actor que hace su debut en la película de terror Her Name Was Christa.

## Carrera cinematográfica

### Attack of Life: The Bang Tango Movie
Fortier tardó 4 años en filmar y editar lo que se convertiría en un documental sobre la banda de rock duro de los 80, Bang Tango. Originalmente concebida como un documental de estudio, la película se expandió una vez que los miembros originales de la banda se involucraron y se reveló más información sobre la historia de la banda. La película nunca recibió un lanzamiento oficial debido a problemas de autorización relacionados con el uso del catálogo de Bang Tango, música en la película que es propiedad de Universal Music.
Aparte de la inclusión de varios miembros de Bang Tango a lo largo de la carrera de la banda hasta ese momento, las entrevistas presentadas en la película incluyen: Howard Benson, Riki Rachtman, Chris DeMakes, Mandy Lion, Andrew Wilkow, Chip Z'Nuff, así como un narración de apertura por Twisted Sister's Dee Snider.
La película tuvo una proyección pública gratuita en la ciudad natal de Fortier, Chicago, Illinois, con la asistencia de Bang Tango en abril de 2015.
Fortier se convirtió en miembro de Bang Tango días más tarde como el segundo guitarrista de la banda.
Fortier lanzó la película gratis en YouTube a principios de 2016.

### Thanks. And Sorry: The Chuck Mosley Movie
En el verano de 2017, Fortier fue contratado como guitarrista para la banda solista de Chuck Mosley (líder de la banda, Ex-Faith No More). Durante su tiempo con la banda, Fortier y Mosley exploraron la idea de un posible documental sobre dónde Mosley sería el sujeto. Antes de su fallecimiento en noviembre de 2017 Mosley confirmó con Fortier que se debería hacer un documental sobre su vida. La película está siendo producida por el veterano mánager y percusionista de Mosley, Douglas Esper.
En febrero de 2018 se anunció que Thanks. And Sorry: The Chuck Mosley Movie oficialmente en producción con una fecha de lanzamiento de TBA.

## Carrera musical

### Bang Tango
Después de completar y proyectar Attack of Life: The Bang Tango Movie en abril de 2015, Fortier se uniría al tema de la película, Bang Tango, como su segundo guitarrista haciendo su debut en vivo con la banda en la edición 2015 del Festival M3 en Maryland, MD. La decisión de incorporar a Fortier a la banda fue a sugerencia de Rowan Robertson, quien, como guitarrista principal de Bang Tango, consideró que la banda debía representarse con dos guitarristas para interpretar correctamente el material que originalmente se escribió y grabó con dos guitarristas.
A pesar de tener Fortier convertirse en un miembro de la banda, el líder Joe Leste 'mostró su desprecio hacia Fortier en la prensa con respecto a la forma en que Leste' había sido retratada en la película.
Fortier se tomó un descanso de un año con la banda para trabajar para EMP Label Group, el bajista de Megadeth, David Ellefson, como su coordinador de operaciones. Fortier trabajó estrechamente con Ellefson y el director de Operaciones de la etiqueta Thom Hazaert hasta que regresó a Bang Tango en agosto de 2017.

### Stephen Shareaux
A mediados de 2015, Fortier comenzó a realizar shows acústicos con el vocalista de Kik Tracee, Stephen Shareaux. Esta sería la primera vez que el material de Kik Tracee se ha realizado en vivo en más de 20 años.
Las apariciones notables incluyen una aparición fuera de banda como soporte para el debut de la banda solista de Mark Slaughter en Nueva Jersey, así como la gran apertura de Ellefson Coffee Co. del bajista de Megadeth - David Ellefson, en Jackson, MN, donde Fortier también realizó un mini acústico improvisado conjunto de canciones de Megadeth con Ellefson en el bajo y Thom Hazaert en la voz.
Fortier y Shareaux formarían la banda alternativa de rock Zen From Mars.

### Chuck Mosley
Fortier se unió a la banda solista de Chuck Mosley a principios del verano de 2017. Fue durante este tiempo que se discutieron los planes para un documental sobre la vida de Mosley, que se convertiría en Thanks. Y lo siento: la película de Chuck Mosley.

### Zen From Mars
El verano de 2015, Fortier comenzó a hacer demostraciones de canciones para lo que se pretendía fuera el próximo álbum de estudio de Bang Tango. Debido a que las canciones se alejaron del sonido típico de Bang Tango, Fortier decidió unir a una nueva banda para terminar de escribir y grabar para el lanzamiento de un álbum. [28] Fortier, junto con el vocalista de Kik Tracee Stephen Shareaux, formó Zen From Mars. El resto de la banda presentada en el álbum incluye: el bajista Chip Z'nuff (Enuff Z'Nuff), el baterista Mike Heller (Fear Factory, Malignancy, Raven), la guitarrista Brynn Arens (Flipp) y la pianista Kate Catalina.

## Carrera de actuación

### Her Name Was Christa
En julio de 2017, Fortier fue elegido para protagonizar la comedia de terror Her Name Was Christa. Dirigida y protagonizada por James L. Edwards, la película está programada para finales de 2018. Fortier también será el protagonista de una próxima antología de terror todavía sin título dirigida también por James L. Edwards.

## Vida personal
Fortier actualmente reside en Indianápolis, Indiana, con su prometida Tharasa DiMeo, con quien se comprometió en el set de Her Name Was Christa al hacerla participar como protagonista, compartiendo una escena con él para que pudiera sorprenderla en la cámara con una propuesta de anillo y matrimonio. 